# Trochocyathus brevispina
Espèce
Statut CITES
Trochocyathus brevispina est une espèce de coraux appartenant à la famille des Caryophylliidae. Selon la base de données WoRMS, Trochocyathus brevispina fait partie du sous-genre Trochocyathus (Aplocyathus)  Orbigny, 1849.